# ながきふさひろ
ながき ふさひろ（本名：永木 總博、1937年8月27日 - 2010年11月27日 ）は、大阪府出身の日本のアニメ演出家、漫画家、アニメ監督。別名義に永樹 凡人。弟はアニメーターの永木龍博。

## 来歴
昭和20年代（1945年 - 1954年）から昭和30年代（1955年 - 1964年）にかけて、永樹凡人名義で貸本漫画の少女漫画家として活躍。1961年に漫画家でもあるアニメーターの古沢日出夫に紹介されて東映動画に入社。アニメ制作の道へ入る。東映動画の劇場長編作品で動画を担当した後、1964年に東映動画を退社して、香西隆男、小泉謙三、我妻宏らとアニメスタジオのハテナプロを設立。東映動画、虫プロダクション、ピー・プロダクションのテレビアニメの外注をこなした。ハテナプロが解散してからは、1970年に弟の龍博らと設立したスタジオ・ジョークを主宰。演出や作画監督をこなした。
アニメスタジオの経営者としてはスタジオ・ジョーク以外にも数々のスタジオを設立。韓国に美路動画、他社との合弁で1974年に台湾で東台を、1980年には飯野皓が率いるスタジオルックや韓国の太陽動画との合弁でサン・ルックを設立。海外への外注体制を築いた。1983年からはアニメのスタッフとしての活動を再開。1985年からはテレビアニメ『サザエさん』の演出の仕事を中心にした。

## 主な担当作品
- あかねちゃん（演出）
- アパッチ野球軍（作画監督）
- イタダキマン（コンテ）
- 一休さん（作画監督、演出）
- 海のトリトン（コンテ、演出）
- 宇宙パトロールホッパ（作画）
- ウルトラマンキッズ M7.8星のゆかいな仲間（監督、脚本）
- おちゃめ神物語コロコロポロン（演出）
- オバケのQ太郎（コンテ）
- 科学忍者隊ガッチャマンF（演出）
- カリメロ（作画監督、演出）
- ゲゲゲの鬼太郎（第1期）（演出）
- サイボーグ009（演出）
- サザエさん（演出・原画）
- さるとびエッちゃん（演出）
- ゼンダマン（演出）
- 忍者ハットリくん（コンテ、演出、作画監督）
- 楽しいムーミン一家 冒険日記（コンテ）
- ドロロンえん魔くん（演出[1]）
- とんでも戦士ムテキング（演出）
- パーマン（テレビ朝日版）（コンテ、演出、作画監督）
- 風船少女テンプルちゃん（演出）
- ふしぎなメルモ（演出）
- ひみつのアッコちゃん（第1作）（演出、作画監督）
- まいっちんぐマチコ先生（演出）
- 魔女っ子メグちゃん（作画監督）
- マジンガーZ（作画監督、演出）
- 魔法使いサリー（演出）
- 魔法使いチャッピー（作画監督）
- 魔法のマコちゃん（作画監督）
- もーれつア太郎（第1作）（作画監督）
- 惑星ロボ ダンガードA（作画監督）

## 参考資料
- たるかす編集『魔女っ子大全集 東映動画編』1993年、バンダイ